# Baroda, Michigan
Baroda är en ort i Berrien County, Michigan, USA.